# Vuoskonjaure (Arjeplogs socken, Lappland)
Vuoskonjaure är en sjö i Arjeplogs kommun i Lappland och ingår i Luleälvens huvudavrinningsområde. Sjön har en area på 0,138 kvadratkilometer och ligger 731 meter över havet.

## Delavrinningsområde
Vuoskonjaure ingår i det delavrinningsområde (740860-157709) som SMHI kallar för Inloppet i Parkajaure. Medelhöjden är 735 meter över havet och ytan är 7,81 kvadratkilometer. Räknas de 2 avrinningsområdena uppströms in blir den ackumulerade arean 27,17 kvadratkilometer. Parkajåkka som avvattnar avrinningsområdet har biflödesordning 4, vilket innebär att vattnet flödar genom totalt 4 vattendrag innan det når havet efter 316 kilometer. Avrinningsområdet består mestadels av skog (18 procent) och kalfjäll (74 procent). Avrinningsområdet har 0,61 kvadratkilometer vattenytor vilket ger det en sjöprocent på 7,8 procent.